# Charles-Maurice de Talleyrand-Périgord
Charles-Maurice de Talleyrand-Périgord, znany jako Talleyrand (ur. 2 lutego 1754 w Paryżu, zm. 17 maja 1838 tamże) – francuski mąż stanu, polityk i dyplomata, minister spraw zagranicznych Francji, biskup diecezjalny Autun, książę Benewentu, zwolennik rewolucji francuskiej i sekularyzacji dóbr kościelnych, w 1791 ekskomunikowany.
W początkach swojej kariery Charles-Maurice de Talleyrand-Périgord był duchownym Kościoła rzymskokatolickiego. Jako bliski krewny Alexandre’a de Talleyrand-Périgord związany był z dworem i kurią arcybiskupa Reims. Od 1789 roku piastował godność biskupa ordynariusza diecezji Autun. Jako jeden z nielicznych hierarchów kościelnych Królestwa Francji podczas Stanów Generalnych poparł postulaty Stanu Trzeciego i przystąpił do Zgromadzenia Narodowego. Inicjator francuskich reform: miar i wag opartych na systemie metrycznym, sekularyzacji dóbr kościelnych (dochody z ich sprzedaży miały pokryć zadłużenie państwa), konstytucji cywilnej kleru oraz organizator Kościoła konstytucyjnego. W 1791 roku porzucił stan kapłański, zajął się karierą polityczną i dyplomatyczną. Na krótko jednak w latach 1791–1792 wrócił do posługi duchownej, biorąc udział w konsekracjach biskupów konstytucyjnych, czym ściągnął na siebie ekskomunikę latae sententiae, która ciążyła na nim formalnie aż do 1838 roku. W okresie rządów jakobinów na emigracji w Wielkiej Brytanii i Stanach Zjednoczonych Ameryki. Po powrocie za rządów Dyrektoriatu poparł zamach stanu Napoleona Bonaparte. W okresie Konsulatu i I Cesarstwa Francuzów jeden z głównych animatorów polityki zagranicznej Francji. Po klęsce Napoleona I w wojnie z Rosją w jawnej opozycji. W 1814 roku został doradcą Ludwika XVIII, a następnie premierem Francji (restauracja Burbonów). Reprezentant Francji na kongresie wiedeńskim, gdzie ustalono nowy podział wpływów w Europie. Orędownik porozumienia, które miało zapewnić trwały pokój i sojusz pomiędzy Wielką Brytanią i Francją. W 1830 roku uczestnik i jeden z przywódców politycznych rewolucji lipcowej, która wyniosła na tron Ludwika Filipa.

## Dzieciństwo i młodość
Charles-Maurice de Talleyrand-Périgord urodził się 2 lutego 1754 roku w domu przy ul. Garancière 4 w Paryżu i tego samego dnia został ochrzczony w pobliskim kościele św. Sulpicjusza (ojcem chrzestnym został jego stryj, przyszły arcybiskup Paryża Alexandre) i oddany opiekunce, która zajmowała się nim przez pierwsze 4 lata życia. Jego ród, mimo iż doszukiwał się swoich korzeni w czasach Hugona Kapeta (X w.) (Ludwik XIII oficjalnie uznał ich prawa do tego w swoich listach z 6 września 1613), faktycznie wywodził się od Grignolsów, którzy byli wasalami hrabiów Périgord. Po śmierci na ospę starszego brata, Alexandre’a François, miał zostać dziedzicem rodu, ale przeszkodziła mu w tym fizyczna ułomność. Jedna z nóg Talleyranda była zniekształcona, przez co przez całe życie kulał. Było to powodem przeznaczenia go do stanu duchownego oraz uznania za dziedzica rodu o 8 lat młodszego Archambauda. W swoich wspomnieniach Talleyrand twierdził, że w dzieciństwie przez nieuwagę opiekunki spadł z komody, a ponieważ nikt tego nie zauważył, jego kości źle się zrosły. Do tej wersji przychyla się większość historyków. Wśród jego wrogów popularna była opowieść, że jest to szatańskie piętno. Niektórzy przychylają się do zdania, że deformacja stopy, która mogła silnie wpłynąć na psychikę Talleyranda, była defektem genetycznym. Bez względu na to jaka jest prawda, historia zapamiętała go jako „kulawego diabła”.
W 1758 roku służący w marynarce stryj Talleyranda postanowił poznać wychowywanego na przedmieściach Saint-Jacques bratanka. Znalazł go zapomnianego i zaniedbanego u opiekunki, skąd zabrał do salonu jego matki, publicznie wyrażając swoje zdanie o tym, w jakich warunkach wychowuje się dziedzic tak szlachetnego rodu. W wyniku tego zajścia postanowiono wysłać Charles’a-Maurice’a do zamku w Chalais, do jego prababki Marie-Françoise de Rochechouart-Mortemart, córki diuka de Mortemart i wnuczki Colberta. Na jej dworze, przeniesionym wprost z epoki Ludwika XIV, u którego służyła, Talleyrand poznał reguły dworskiego życia. W swoich pamiętnikach wspominał ten okres jako najszczęśliwszy w swoim życiu. Talleyrand spędził w Chalais 2 lata, po czym we wrześniu 1760 roku wrócił do Paryża. Po latach napisał, że od razu po przybyciu do Paryża wysłano go do kolegium d’Harcout, co jednak było kłamstwem. W rzeczywistości między powrotem do Paryża a rozpoczęciem nauki minęły dwa lata, wydaje się więc, że Talleyrand chciał podkreślić różnicę w traktowaniu go przez prababkę i rodziców.
W kolegium d’Harcout Talleyrand spędził 8 lat. Z rodziną spotykał się raz w tygodniu, podczas obiadu rodziców z jego preceptorem (najpierw był nim ksiądz Hardy, później pan Hullot, aż wreszcie pan Langlois, z którym utrzymywał kontakty jeszcze za panowania Karola X, 60 lat później), po którym wracał do d’Harcout. Tutaj też poznał dwa lata starszego Auguste’a de Choiseula-Gouffiera, późniejszego dyplomatę i wieloletniego przyjaciela.
Po skończeniu szkoły w 1769 roku rodzice wysłali go do stryja Alexandre’a, który był wówczas koadiutorem arcybiskupa-diuka Reims i Wielkiego Jałmużnika Francji kardynała Roche-Aymona. Miało go to przygotować do pogodzenia się z myślą o karierze duchownego. Zmuszano go do czytania o sławnych i potężnych dostojnikach kościelnych, poznał więc w Reims m.in. żywot Hinkmara (ministra Karola Łysego i kuzyna Wilgrina hrabiego Perigordu), żywot Ximensa (Wielkiego Inkwizytora Kastylii, doradcy króla Ferdynanda Katolickiego), żywot kardynała Richelieu czy pamiętniki kardynała Retza. Miało go to przekonać do kariery duchownej i politycznej.

## Kariera kościelna
W 1770 roku Talleyrand wstąpił do seminarium św. Sulpicjusza, niedaleko miejsca swojego urodzenia. Mimo gorszącego zachowania, księdza de Périgord nie spotkały aż do roku 1774 żadne konsekwencje tegoż, prawdopodobnie jednak tylko dlatego, że wywodził się ze znamienitej rodziny i miał potężnego protektora w osobie wuja. Jego superior pisał: „Tylko warunkom nieodłącznym od jego urodzenia, a zwłaszcza względom, jakie mieliśmy dla cnót i zasług arcybiskupa Reims, jego stryja, zawdzięczał, iż nie wyrzucono go z wielkim trzaskiem”.
Niższe święcenia kapłańskie otrzymał 28 maja 1774 roku w kościele Saint-Nicolas-du-Chardonnet od biskupa diecezji Quimper. 22 września tego samego roku zdobył tytuł bakałarza teologii na Sorbonie po obronie rozprawy „Quaenam est scientia quam custodient labia sacerdotis?” („Jakiej wiedzy strzegą usta kapłana?”). Święcenia kapłańskie otrzymał osobno w dniu 1 kwietnia 1775 roku, a nie razem z innymi seminarzystami, prawdopodobnie z powodu naruszenia dyscypliny. Święcenia miały miejsce znów w kościele Saint-Nicolas-du-Chardonnet, a tym razem udzielał ich biskup Lombez.
Niedługo po śmierci Ludwika XV, w którego pogrzebie brał udział, otrzymał od Ludwika XVI opactwo Saint Denis w Reims (St Denis de Reims). Rok wcześniej opactwo zostało w dużym stopniu spalone, a jedną z osób, które miały za to odpowiadać, był właśnie ksiądz Périgord. Mimo to prowincja Reims wybrała go na swojego deputowanego na odbywające się co 5 lat zgromadzenie kleru. Z woli stryja arcybiskupa wybrano młodego księdza także na jednego z dwóch rzeczników, dzięki czemu poznał tajniki świata kościelnych finansów. Jego zadanie polegało głównie na obronie Kościoła przed Skarbem Państwa, przy wykorzystaniu dawnych praw feudalnych. Talleyrand utrzymywał, że wszystkie dobra kościelne powinny być zwolnione od podatku, a jego wystąpienie o obronie immunitetów kościelnych zostało tak dobrze przyjęte, że na następnym zgromadzeniu został wybrany „generalnym agentem kleru”, tj. stałym przedstawicielem w kontaktach z ministerstwem finansów. W międzyczasie dokończył swoje studia i w marcu 1778 otrzymał licencjat z teologii na Sorbonie. Postanowił to uczcić najpierw nad grobem kardynała Richelieu, a następnie udając się do samego Voltaire’a z prośbą o błogosławieństwo.
Z powodu złej opinii u arcybiskupa Paryża Beaumonta poprosił o przeniesienie do diecezji Reims, gdzie od 1777 jego stryj był arcybiskupem. Został tam przeniesiony 17 września 1779, a 18 grudnia przyjął wyższe święcenia duchowne. Już następnego dnia został głównym wikariuszem (administratorem) diecezji stryja. W następnym roku Talleyrand został głównym przedstawicielem kleru i wrócił do Paryża. Dzięki tej funkcji mógł brać udział w posiedzeniach Rady Królewskiej, funkcja ta uchodziła również za przepustkę do nominacji na biskupa.
Nauki przydatne w późniejszej działalności politycznej Talleyrand pobierał u diuka de Choiseula, generalnego inspektora finansów Calonne’a i bankiera Panchauda z Genewy. Z Calonne’em oraz z Mirabeau, z którym się przyjaźnił, przygotowywał we Francji reformę handlu zbożem i uregulowanie spłaty zadłużenia Kościoła. Planowali oni również zlikwidować przywileje feudalne i zapoczątkować decentralizację Francji, jednak planów tych nie udało się zrealizować, gdyż Ludwik XVI postanowił wygnać Calonne’a do Lotaryngii. Zanim to się stało, Mirabeau został wysłany z misją do Berlina, skąd przesyłał informacje o okazjach do inwestowania, które w Paryżu realizowali Talleyrand z Panchaudem.
Również sprawa sakry biskupiej dla Talleyranda mocno się skomplikowała. Wspierała go w tych dążeniach wpływowa hrabina de Brionne, kuzynka kardynała de Rohan. Jednak w wyniku afery naszyjnikowej, której ofiarą padł kardynał, i tego, że hrabina do końca stała po jego stronie, jej znaczenie na dworze mocno spadło. Talleyranda zapamiętano jako jej stronnika, co dodatkowo go kompromitowało. Został też w 1785 roku skreślony z listy księży, spośród których król wybierał kandydatów na biskupów. Było to wynikiem działań ówczesnego biskupa Autun Marboeufa, który miał bardzo krytyczne zdanie o życiu towarzyskim księdza Périgorda. W 1786 roku spodziewał się arcybiskupstwa Bourges, ale arcybiskup przeżył. Gdy rok później zmarł, jego miejsce zajął biskup Nancy, a miejsce biskupa Nancy ksiądz de La Fare. Talleyrand nie spodziewał się, że jego sytuacja może się poprawić, ale z pomocą przyszedł mu jego ojciec. Będąc na łożu śmierci, wymógł na synu obietnicę poprawy (niedotrzymaną), a następnie poprosił króla o biskupstwo dla syna. Po śmierci arcybiskupa Lyonu zastąpił go nieprzychylny Talleyrandowi biskup Marboeuf, a jego miejsce zajął Talleyrand, zostając biskupem Autun.
4 stycznia 1789 został konsekrowany, a 16 złożył przysięgę, że będzie strzegł i bronił dóbr i przywilejów Kościoła. Tydzień później królewski dekret określił zasady zbliżających się wyborów do Stanów Generalnych. Do swojego biskupstwa przyjechał 12 marca i pozostał tam równo przez miesiąc. Jedynym powodem, dla którego opuścił Paryż, była konieczność uzyskania nominacji na przedstawiciela kleru w Stanach Generalnych. Jako jedyny kandydat został wybrany większością głosów 2 kwietnia i żeby nie musieć uczestniczyć w liturgii wielkanocnej, wyjechał do Paryża w Wielką Sobotę. Nigdy więcej już nie wrócił do swojej diecezji.

## 1789-1792
Talleyrand, podobnie jak większość polityków stronnictwa postępowego, miał swego patrona w osobie Księcia Orleańskiego. W lutym 1789 w otoczeniu Palais-Royal rozpoczął działalność Club de Valois, do którego należał Talleyrand i jego koledzy. Inna grupa, Societe du Palais Royal spotykała się w Cafe de Foy. Na wniosek Sieyèsa 17 czerwca stan trzeci ogłosił się Zgromadzeniem Narodowym. Talleyrand nie zamierzał poprzeć wiszącej w powietrzu rewolty, więc w czerwcu i lipcu on i jego przyjaciele, występujący często jako inicjatorzy rewolucji, prowadzili sekretne negocjacje z dworem w sprawie jej przerwania. Zgodnie z planem Talleyranda Stany Generalne miałyby zostać rozwiązane, stan drugi przekształcić się w Izbę Wyższą na wzór brytyjskiej Izby Lordów, a stan trzeci w Izbę Gmin. Duchowieństwo zostałoby albo wykluczone, albo przypadłaby mu część miejsc w Izbie Wyższej.
Jednak wobec braku woli działania u Ludwika, 26 czerwca zdecydował się jako jeden z pierwszych księży przyłączyć do samozwańczego Zgromadzenia Narodowego. Zaproponował też anulowanie mandats imperatifs (instrukcji poselskich), uniezależniając duchownych od decyzji swoich prowincji. W podziękowaniu za to został członkiem ośmioosobowego Komitetu Konstytucyjnego. Po zdymisjonowaniu Neckera, które w pełni popierał, w Paryżu rozpoczęły się rozruchy. W nocy z 16 na 17 lipca proponował Ludwikowi, za pośrednictwem księcia d’Artois (Karola X), użycie siły do spacyfikowania buntowników. Ludwik nie zdecydował się na to, a książę d’Artois poinformował Talleyranda, że opuszcza kraj i jemu radzi to samo.
10 października Talleyrand zgłosił wniosek o „środkach nadzwyczajnych” prowadzący do sekularyzacji. Zaniepokojony stanem finansów państwa stwierdził, że skoro naród nie ma już pieniędzy, to należy ich poszukać u tego, kto je posiada. Mówił: „Jest bowiem pewien środek, ważki, ostateczny, który, jak mniemam, nie kłóci się z surowym poszanowaniem własności. Wydaje mi się, że należy go szukać jedynie w dobrach kościelnych” oraz „Nie sądzę, żeby sprawa dóbr kościelnych wymagała dłuższej dyskusji”. Po przedstawieniu wniosku sprawą zajął się Mirabeau, on też był autorem projektu przyjętego 2 listopada 1789 roku. Talleyrand wskazywał tylko kierunek, resztą zajmowali się jego przyjaciele.
Kolejne powody do niezadowolenia dał Kościołowi w związku z uchwałą z 12 kwietnia o pozbawieniu katolicyzmu pozycji religii państwowej. Talleyrand nie zgodził się podpisać deklaracji potępiającej tę uchwałę, zarzucając swoim przeciwnikom „wybuch gorliwości”.
Odprawił mszę z okazji I rocznicy zdobycia Bastylii w czasie Święta Federacji.
Zajmował się również sprawami gospodarczymi: zaproponował ujednolicenie miar i wag między Francją a Anglią (marzec 1790), protestował przeciwko papierowym pieniądzom (14 grudnia 1789 i 19 czerwca 1790) i asygnatom (18 września 1790). Popełnił błąd, dopuszczając do uchwalenia konstytucji cywilnej kleru, i współtworząc ją. Oznaczała ona zerwanie z Rzymem i doprowadziła do silnych rozłamów we Francji. Król wahał się, czy nie zawetować tej ustawy, jednak w drugi dzień Bożego Narodzenia 1790 roku ustąpił. Talleyrand dowiedziawszy się, że departament Sekwany może mu zaoferować więcej niż 18 000 liwrów, które otrzymywał jako biskup Autun, napisał 20 stycznia 1791, że „otrzymawszy zaszczytne wyróżnienie od miasta, gdzie się urodził i wychował, składa dymisję” z funkcji biskupa.
Przysięgę na wierność konstytucji cywilnej kleru złożyło tylko 3 biskupów, w tym Talleyrand, który mimo rezygnacji z biskupstwa nie utracił tytułu i wynikających z niego praw. Nowa władza potrzebowała dużej liczby biskupów do obsadzenia ich w prowincjach, dlatego uznano, że należy ich wyświęcić, do czego potrzeba właśnie trzyosobowego gremium. Talleyrandowi oraz Gobelowi i Bourgowi zagrożono więc śmiercią w przypadku, gdyby odmówili. To samo „obiecała” im strona przeciwna, więc sytuacja wszystkich trzech była bardzo trudna.
Talleyrand uznał, że zagrożenie ze strony pospólstwa jest dużo bardziej realne. Postanowił więc odwiedzić obu nie wiedzących co począć biskupów i przy każdym z nich groził, że się zabije na jego oczach przyniesionym ze sobą pistoletem, jeśli ten się nie zgodzi na święcenia, gdyż woli to niż rozszarpanie przez motłoch. Okazało się to na tyle skuteczne, że obaj zgodzili się na ceremonię pod osłoną bagnetów, a Talleyrand nie musiał długo czekać na zawieszenie go w funkcjach biskupich przez papieża oraz groźby ekskomuniki.
Z pewnością bardziej przejął się jednak śmiercią Mirabeau 2 kwietnia 1791 niż groźbami z Rzymu. Próbował zastąpić przyjaciela jako pośrednika między Ludwikiem XVI a swoim stronnictwem, ale nieufność dworu wobec pana d’Autun była zbyt duża. 30 września 1791 Zgromadzenie rozwiązało się po zakończeniu kadencji, a w wyniku dziwnego postanowienia o niemożliwości wybierania jego członków do Zgromadzenia Prawodawczego, Talleyrandowi została tylko funkcja w departamencie Paryża i liczne kontakty z zagranicznymi szpiegami, którzy od 2 lat załatwiali u niego swoje interesy.
Po kilku miesiącach de Lessart, minister spraw zagranicznych, wysłał Talleyranda z misją do Londynu, aby zapewnić sobie neutralność Anglii w przypadku wojny na kontynencie, ale jego misja została storpedowana przez londyńską prasę. Podczas drugiej misji w Londynie Talleyrandowi udało się uzyskać deklaracje neutralności od Anglii, jednak w wyniku wydarzeń z 20 czerwca Francja straciła resztki autorytetu na arenie międzynarodowej. Jego poczynania w Londynie śledził bacznie ambasador szwedzki Gustaf Adam von Nolcken (1733-1813).

## 1793-1795
Powróciwszy 5 lipca 1792 roku do Paryża, Talleyrand wrócił do władz departamentu. Głosował (6 lipca) za zawieszeniem Jérôme’a Pétiona – mera Paryża – za jego działania 20 czerwca, jednakże Legislatywa uznała, że atak na Tuileries nie był przekroczeniem merowskich uprawnień. Za swoje działanie w tej sprawie władze departamentu otrzymały 14 lipca poparcie pary królewskiej – co zmusiło Talleyranda i jego kolegów do dymisji.
W wyniku manifestu księcia brunszwickiego z 25 lipca, nastroje w Paryżu dodatkowo się zaostrzyły. 10 sierpnia 1792 doszło do ataku na Tuileries i obalenia monarchii, co ostatecznie doprowadziło do zerwania pana d’Autun z rewolucją. Talleyrand publicznie jednak milczał. Zamiast tego napisał memoriał do zagranicznych rządów, obciążając króla odpowiedzialnością za rozruchy. Skończył stwierdzeniem: „Jest już tylko jedna partia we Francji”. Nie była to jego partia, dlatego dla własnego bezpieczeństwa postanowił opuścić Francję. W wersji memoriału przeznaczonej dla Anglii prosił o przyjęcie „najszczerszych wyrazów przyjaźni, zaufania i szacunku dla narodu, który pierwszy w Europie potrafił zdobyć i utrzymać niepodległość”.
18 sierpnia zwrócił się o powierzenie mu kolejnej misji w Londynie, jednak odrzucono jego wniosek, argumentując, że załatwił już wszystko co trzeba. Poprosił więc o paszport prywatny, dodając że jedzie w misji (choć wcale tak nie było). Paszporty takie wydawano bardzo rzadko, ale Talleyrand koniecznie chciał go otrzymać, gdyż wtedy nie „opuszczałby” (porzucał) Francji, a jedynie z niej „wyjeżdżał”, więc w przyszłości miałby możliwość powrotu w przypadku zmiany sytuacji we Francji.
Szybko doszedł do wniosku, że tylko przekonując kogoś bardzo wysoko postawionego ma szanse na powodzenie – wybór padł na Dantona, którego nachodził w tej sprawie przez kolejne kilkanaście dni. Jednak paszporty zaczęto wydawać jeszcze rzadziej, aż wreszcie dekretem z 28 lipca wstrzymano ich wydawanie, robiąc wyjątki tylko dla agentów rządowych, marynarzy i handlarzy. 2 września rozpoczęły się masakry więźniów w Paryżu, a każdy kolejny dzień zwłoki zwiększał ryzyko. Wreszcie 7 września Talleyrand otrzymał paszport ze wzmianką od Dantona, że jedzie on do Londynu „z naszego rozkazu”.
Po przybyciu do Londynu napisał „Memoriał o aktualnych stosunkach Francji z innymi państwami europejskimi”. Podczas jego pobytu w Londynie w „żelaznej szafie” Ludwika XVI odkryto m.in. list z jego korespondencji z Dworem. 5 grudnia zostaje wydany przeciwko niemu akt oskarżenia, a 6 grudnia – dekret o poleceniu aresztowania. Ten ostatni zostaje przekazany inspektorom policji z notką zawierającą informacje, że „zamierza podobno udać się potajemnie do Francji” czy „Taliie-rand Perigord utyka na jedną nogę, prawą lub lewą”.
Rok 1793 spędził Talleyrand w Londynie, wraz z grupą swoich przyjaciół (Narbonne, Beaumetz, pani de Flahaut, pani de Staël...), ku wściekłości rojalistów francuskich pod przewodnictwem hrabiego d’Artois (przyszłego Karola X), lecz również zaniepokojeniu premiera Pitta czy lorda Grenvilla (ministra spraw zagranicznych). Po wyjeździe pani de Stael do Szwajcarii postanowił się również tam przenieść, lecz Szwajcarzy powiadomili go, że nie jest u nich mile widziany. Kolejnym wyborem była Florencja, ale Książę prosił go, żeby nie zakłócał swoim przyjazdem jego neutralności. Pozostał więc w Londynie i był częstym gościem lorda Landsdowne’a i innych członków opozycji. W kwietniu zmuszony był wystawić na aukcję – zbojkotowaną przez rojalistów – swoją bibliotekę, którą przywiózł z Francji.
28 stycznia 1794 Talleyrand został odwiedzony przez dwóch wysłanników premiera Pitta z wiadomością, że ma 5 dni na opuszczenie kraju. Początkowo był przekonany, że to wynik działań Prus bądź Austrii, ale prawdopodobnie przyczyną były jego niepochlebne opinie o rządzie wyrażane na spotkaniach z członkami angielskiej opozycji. Zwrócił się także z prośbą wyjaśnienia do Pitta (żadnych nie otrzymał) oraz o zawieszenie nakazu wyjazdu na dwa tygodnie. Ze względu na pogodę statek „William Penn”, na pokładzie którego wyruszył razem z Beaumetzem, wypłynął dopiero 2 marca do Filadelfii. Dzień wcześniej Talleyrand napisał jeszcze list do swojej „drogiej Przyjaciółki” pani de Stael, która umożliwi mu w przyszłości powrót do Francji i do władzy.
Podróż trwała 37 dni i mogła dla Talleyranda zakończyć się tragicznie – aresztowaniem i ścięciem – gdyż początkowo „Williamowi Pennowi” groziło wyrzucenie na francuski brzeg. Udało się jednak zawinąć do Falmouth, gdzie Talleyrand poznał jednego z najważniejszych amerykańskich generałów, Benedicta Arnolda, który przeszedł w czasie wojny na stronę Brytyjczyków, stając się jedną z najbardziej znienawidzonych w USA osób. Po tym wymuszonym postoju „William Penn” wyruszył w dalszą drogę do Nowego Świata. Mimo początkowej choroby morskiej w Talleyrandzie obudziła się dusza podróżnika – postanowił kontynuować swoją podróż i płynąć do Kalkuty, jednak pozostał w USA, gdyż na statku nie było miejsc.
Talleyrand zaopatrzony w listy polecające od lorda Landsdowne’a i mając bardzo dobre kontakty z ministrem finansów Hamiltonem liczył na audiencję u prezydenta Jerzego Waszyngtona, jednak z jednej strony jego opinia, z drugiej działania wysłannika Komitetu Ocalenia Publicznego Josepha Faucheta uniemożliwiły to. Fauchet w liście z 15 czerwca 1794 pisał: „Istnieje pewien szatański plan. Jaki? Nie mam pojęcia. Ale jego autorzy są znani... Starajcie się zastanowić ze swojej strony, jakie okropności obmyśla się przeciwko Republice. Beaumetz i Talleyrand są w Filadelfii z rekomendacją od lorda Landsdowne’a (...). Hamilton chciał, aby zostali przedstawieni prezydentowi Stanów Zjednoczonych. Zapobiegłem temu ciosowi, o którym powiadomiono mnie na czas, i odparowałem go (...). Konspiracja, jaką utworzyli, jest być może najszerzej zakrojoną, i najzręczniej uknutą ze wszystkich zawiązanych dotąd przeciwko wolności, a w konsekwencji przeciwko szczęściu ludów”.
Talleyrand miał jednak problemy finansowe. Nauczony przykładem z Anglii wolał nie działać politycznie w państwie udzielającym mu gościny i wykorzystywać kontaktów towarzyskich jako pomocy w interesach. Złożył też 19 maja 1794 przysięgę lojalności wobec praw Pensylwanii i Stanów Zjednoczonych Ameryki. Talleyrand został pośrednikiem handlu nieruchomościami oraz ziemią. Był również informatorem londyńskiego banku Cholleta i Bourdina, któremu udzielał informacji o ilości gotówki, wymianie walut i towarach na filadelfijskim rynku.
W październiku m.in. wraz z angielskim spekulantem Tomaszem Lawem wyruszył na wyprawę w okolice Wielkich Jezior. U generała Philipa Schulyera dotarły do Talleyranda opóźnione wieści z Francji o 9 termidora i upadku Robespierre’a. Radość z tego wydarzenia zmąciła jednak wiadomość o śmierci bratowej, Sabine de Senozan, którą bracia Talleyranda – jej mąż Archambaud i Boson – pozostawili na straży majątku, gdy sami uciekli do Niemiec. Była wśród ostatnich ofiar jakobinów straconych 8 termidora.
W tym samym czasie Talleyrand wraz z Beaumetzem, finansowani przez angielskie i holenderskie banki, zafrachtowali statek i postanowili zostać kupcami. Handel Filadelfii z Kalkutą był wyjątkowo opłacalny i miał im przynieść fortunę. Byłby to jednak koniec marzeń o życiu we Francji, więc w ostatniej chwili Talleyrand przekazał swoje udziały Beaumetzowi, który właśnie się ożenił i był zmuszony zająć się biznesem. Talleyrand postanowił wracać do Europy, a jego wieloletni przyjaciel wyruszył wraz z żoną do Indii, w których kilka lat po swoim przybyciu zmarł.
Nadzieje na pomoc w powrocie do Francji Talleyrand pokładał w swoich przyjaciółkach, pani de Genlis i pani de Stael, z którymi utrzymywał korespondencję. 16 czerwca 1795 wystosował petycję do Konwencji, w której zwracał się z prośbą o umożliwienie mu powrotu, pragnął bowiem – jak twierdził – służyć Republice. 11 sierpnia 1795 Roederer opublikował broszurę „O ludziach zbiegłych z Francji i emigrantach”, przeprowadzając wyraźny podział między emigrantami w ścisłym tego słowa znaczeniu a tymi, którzy zbiegli z Francji po masakrach w sierpniu 1792 – jako przykład przywołując Talleyranda. Pani de Stael poprosiła Marie-Josepha Cheniera, żeby wnioskował o unieważnienie dekretu uniemożliwiającego powrót Talleyranda. Kiedy ten nie zgodził się na to, przekonała jego kochankę, Eugenie de la Bouchardie, żeby go do tego zmusiła. Eugenia co wieczór śpiewała mu „Balladę wygnańca”, a pani de Stael nie przestawała go nachodzić, aż 4 września wygłosił mowę, po której Konwencja przyjęła dekret o skreśleniu Talleyranda z listy emigrantów.
Do Nowego Jorku wiadomość o tym dotarła dopiero 2 listopada. Talleyrand od razu napisał list z podziękowaniami do ministra spraw zagranicznych Charles’a Delacroix i wyjechał do Filadelfii, skąd spodziewał się odpłynąć. Do Europy wypłynął jednak dopiero 13 czerwca 1796 roku na duńskim statku „Den Ny Proeve” płynącym do Hamburga. 25 września 1796 „Courrier republic an” doniósł (z pięciodniowym opóźnieniem), że „Pan de Talleyrand-Périgord, ci-devant biskup Autun, emigrant uprzywilejowany, przybył do Paryża”.

## Dyrektoriat
W 1795, jeszcze podczas pobytu w USA, Talleyrand został członkiem Institut National des Sciences et des Arts. Postanowił to wykorzystać po powrocie do Paryża. 4 kwietnia 1797 wygłosił w nim wykład „Memoriał o stosunkach handlowych Stanów Zjednoczonych z Anglią”. Twierdził w nim, że najlepszym sposobem osiągnięcia dobrobytu jest liberalizm polityczny i ekonomiczny. 3 lipca wygłosił kolejne przemówienie, tym razem tematem był „Esej o korzyściach, jakie można osiągnąć z kolonii w bieżących okolicznościach”. Przekonywał, że Francji są potrzebne kolonie, które będą silnie związane z Francją gospodarczo i będą uzupełniały przemysł francuski. Powinny się znajdować blisko Francji i mieć możliwie żyzne gleby i ciepły klimat. Najlepsze wydawały się kraje Afryki Północnej, a zwłaszcza Egipt, którego pomysł podboju niedługo miał powrócić dzięki działaniom Talleyranda. W wystąpieniu tym zawarł również pochwałę diuka de Choiseula, który przewidywał, że Francja i Anglia utracą swoje kolonie w Ameryce; mówił o nim jako o człowieku, który „kierował się przede wszystkim myślą o przyszłości”. Wielu współczesnych było przekonanych, że słowa te odnoszą się do samego Talleyranda.
Z powodu plotek twierdzących, że jest liderem frakcji orleańskiej oraz że rzekomo prowadzi tajne negocjacje z wysłannikami hrabiego Prowansji (Ludwika XVIII), nie mógł jednak liczyć na ministerialne stanowisko. Minister policji Cochon nieustannie go szpiegował, donosił też o jego kontaktach z rojalistycznymi spiskowcami, ale Barras bagatelizował te doniesienia. Gdy Delacroix zaproponował Talleyranda jako negocjatora do rozmów pokojowych z Anglią w Lille, Rewbell anulował tę nominację.
W Paryżu panowało powszechne przekonanie o konieczności zmiany Delacroix na stanowisku ministra spraw zagranicznych. Z jednej strony nie byli z niego zadowoleni ani rządzący, ani paryżanie, z drugiej zaś cierpiał on na nowotwór. Najczęściej wymienianą osobą w kontekście przejęcia jego stanowiska był Talleyrand, który prawdopodobnie sam rozsiewał pogłoski o nieuchronności otrzymania przez niego ministerialnej teki. Główną lobbystką Talleyranda była pani de Stael, która usilnie przekonywała Barrasa do tej nominacji. Z powodu jednomyślnej niechęci Dyrektoriatu sprawa wydawała jednak się niemożliwa do przeprowadzenia, ale pani de Stael udało się umówić Talleyranda z Barrasem na obiad. Jednak gdy Talleyrand przybył do Barrasa, okazało się, że sekretarz Barrasa, do którego był bardzo przywiązany, utopił się w Sekwanie. Pocieszając załamanego Dyrektora, Talleyrand otrzymał obietnicę, że zostanie ministrem w miejsce Delacroix. 17 lipca Barrasowi udało się przekonać Reubella i Revelliere’a do uczynienia Talleyranda ministrem (nominację otrzymał 18 lipca) w zamian za inne stanowiska dla ich faworytów. Do legendy przeszły słowa Talleyranda na wieść o nominacji: „Mamy stanowisko! Da się na tym zarobić ogromny majątek, ogromny majątek, panowie!”
W okresie Dyrektoriatu Talleyrand w pełni zasłużył na swoją reputację łapownika. Najbardziej wypominali mu ją Dyrektorzy, gdyż nie dość, że brał większe łapówki od nich, to dodatkowo wcale się z tym nie krył. Jednakże zagraniczne rządy były chętne do płacenia mu, gdyż powszechnie wiedziano o tym, że dąży do zakończenia wojny. Był w tym poglądzie odosobniony, gdyż Dyrektoriat czerpał swoją władzę w dużym stopniu ze zwycięstw swoich generałów, nad poczynaniami których utracił jednak kontrolę. W odpowiedzi na ataki ze strony jakobinów, Barras doprowadził do czystki 18 fructidora (4 września 1797). Pomocy wojskowej udzielił mu Augereau, a politycznej Talleyrand, Beniamin Constant i pani de Stael. Nieprzychylni Talleyrandowi Dyrektorzy Carnot i Barthelemy zostali usunięci, a jakobini i (dla równowagi) rojaliści zostali uwięzieni i deportowani do Gujany.
Talleyrand został ministrem podczas negocjacji pokojowych z Austrią. Szybko, bo już 26 lipca, rozpoczął korespondencję z generałem Bonaparte. Obaj jeszcze się nie znali, ale zrodziła się między nimi nić porozumienia, która miała doprowadzić do upadku Dyrektoriatu. Bonaparte dostał od Talleyranda pełnomocnictwa do prowadzenia rozmów pokojowych. Po tym jak Napoleon wbrew woli Dyrektorów oddał Wenecję Austrii, Talleyrand obronił go w Paryżu, przekonując władze do pogodzenia się z faktami dokonanymi i ratyfikowania traktatu.
Talleyrand wynegocjował także pokojowe i całkowicie legalne przyłączenie do Francji republiki Miluzy i Genewy.
Bonaparte wrócił do Paryża 5 września 1797, a już siódmego spotkał się z Talleyrandem. Mimo swoich oporów wobec młodego generała Dyrektorzy musieli przygotować zdobywcy Italii uroczyste przyjęcie. Barras zlecił Talleyrandowi zorganizowanie uroczystości na cześć zwycięskiego generała, która odbyła się 10 grudnia. Wyreżyserował on cały spektakl, mający uśpić obawy Dyrektorów przed popularnym generałem. Bonaparte przybył ubrany w szary frak bez dystynkcji, udając skromnego i cnotliwego syna rewolucji, zaś Talleyrand wygłosił przemówienie zawierające pochwałę „obywatela [już nie generała] Bonaparte”, przywożącego „rękojmie pokoju”, o którego „osiągnięciach [a nie zwycięstwach], które będzie czciła Historia” Talleyrand tego dnia „zamilczy”. Komedia się udała, władze zostały uspokojone, a tłum był zachwycony swoim nowym bohaterem.
Miesiąc później, 3 stycznia 1798, Talleyrand przygotował przyjęcie dla Napoleona, tym razem z własnej inicjatywy. Dla zachowania pozorów twierdzono, że był on na cześć „Madame Bonaparte”. Dyrektorzy rozważali możliwość zdymisjonowania Talleyranda, ale był on w ich opinii jedyną osobą mogącą kontrolować Napoleona. Najlepszy tego przykład dał podczas obchodów rocznicy śmierci Ludwika XVI, gdy przekonał go, by wziął w nich udział, choć nie jako generał, ale jako członek Instytutu.
27 stycznia 1798 Talleyrand przedstawił Dyrektoriatowi opracowany wspólnie z Napoleonem raport na temat Egiptu. Znajdował się w nim też plan wysłania wojsk z Suezu do angielskich Indii. Decyzja podboju została szybko przyjęta ku zadowoleniu wszystkich zainteresowanych. Najprawdopodobniej w Napoleonie zwyciężała już jego mania wielkości, Dyrektorzy chcieli się pozbyć krnąbrnego generała z Europy, ale motywy Talleyranda są niejasne. Najbardziej oczywistym wyjaśnieniem jest chęć Talleyranda do zabezpieczenia się ze wszystkich stron, ale upadek Dyrektoriatu był według niego tylko kwestią czasu, więc takie rozumowanie wydaje się błędne. Ciekawych wniosków dostarcza list ambasadora pruskiego, w którym pisze on o planie podboju Egiptu, o którym opowiedział mu Talleyrand, jako o okazji do zebrania z tamtych obszarów zabytków i przysłużenia się historii. Trudno uwierzyć, żeby takie powody mogły być głównym bodźcem dla Talleyranda, ale sam fakt beztroskiego podzielenia się tajemnicą państwową może świadczyć o chęci uspokojenia rządów europejskich. Oto Republika Francuska miała stać się mniej agresywna w Europie i wysyłać swoje wojska w mniej lub bardziej odległe obszary, dzięki czemu sytuacja w Starym Świecie mogła się uspokoić.
Jeszcze przed wyjazdem Bonapartego Talleyrand obiecał mu, że uda się do Konstantynopola jako poseł francuski, żeby złagodzić stanowisko sułtana. Oczywiście tam nie pojechał, trafnie przewidując, że nie będzie to zbyt bezpieczne miejsce, a dodatkowo komplikowała się sytuacja międzynarodowa Francji. Z jednej strony doszło do skandalu międzynarodowego w kontaktach ze Stanami Zjednoczonymi, z drugiej – francuscy posłowie w Rastadt zostali zamordowani, co doprowadziło do ożywienia konfliktu wojennego w bezpośrednim otoczeniu Francji.
Po podpisaniu przez Stany Zjednoczone i Wielką Brytanię traktatu Jaya w 1796 francuscy korsarze zaczęli atakować amerykańskie statki, uznając to za złamanie neutralności. Pod koniec 1797 do Paryża przybyli amerykańscy negocjatorzy w celu zakończenia sporu. Powiedziano im, że warunkiem rozpoczęcia rozmów jest wpłacenie ogromnych łapówek dla Dyrektorów i ministra spraw zagranicznych. Nieprzyzwyczajeni do „specyfiki” europejskich negocjacji z tamtego okresu posłali do kraju raport (Raport XYZ), który został przez prezydenta Adamsa przedstawiony w Kongresie. W Stanach wybuchł ogromny skandal, o którym informacje przez prasę brytyjską trafiły wreszcie do Francji. Jednak Talleyrand pozostał ministrem, gdyż zarówno Amerykanie, jak i Dyrektoriat zdawali sobie sprawę, że jest najlepszym kandydatem do prowadzenia negocjacji. Dlatego też nie stracił stanowiska i nie pozwolono mu na (niechciany) wyjazd do Konstantynopola.
Już po wypłynięciu generała Bonaparte, 2 lipca 1798, przedstawił Dyrektoriatowi raport: „Ogólny opis stanu Republiki w porównaniu ze wszystkimi innymi państwami”. Stwierdza w nim, że zmilitaryzowana Francja jest zagrożeniem dla mniej ludnej i mniej spójnej Europy oraz że nie posiada ona zaufania na arenie międzynarodowej, dlatego nie ma szans na pozyskanie sojuszników.
Talleyrand stracił stanowisko z powodu sprawy Jorry’ego, który pobrał wynagrodzenie za przewidywaną służbę, ale nie odebrał paszportu i pozostał w Paryżu. Kiedy został aresztowany, wstawił się za nim Barras, a Jorry wytoczył Talleyrandowi proces o bezprawne aresztowanie. Po tym jak dzięki naciskom Barrasa Jorry uzyskał wyrok skazujący, Talleyrand postanowił złożyć dymisję (20 lipca 1799). Przed tym jeszcze zdążył przekonać Sieyesa do powierzenia ministerstwa policji Josephowi Fouché. „W chwili, gdy jakobini tak gwałtownie i śmiało występują przeciw nam, tylko jakobin może energicznie ich zwalczać, zaatakować ich wręcz i powalić” – powiedział.

## Czasy napoleońskie

### Obalenie Dyrektoriatu
16 października Bonaparte wrócił do Paryża. Następnego dnia spotkał się z Talleyrandem. Dołączył do nich Dyrektor Sieyes, gdyż Talleyrandowi udało się pokonać jego opory wobec generała, oraz Fouché i generał Murat. Talleyrandowi udało się przekonać Barrasa, że przygotowywany spisek ma tylko na celu wzmocnienie jego władzy i zmniejszenie liczebności Dyrektoriatu. 15 brumaire’a Józefina wydała przyjęcie mające odwrócić uwagę od spiskowców. Jednak Napoleon zdecydował się opóźnić zamach, więc Józefina musiała wydać następne przyjęcie 17., w myśl zasady, że „gdy się jest na proszonej kolacji, nie robi się zamachu stanu”.
18 brumaire’a Talleyrand wraz z admirałem Bruiksem udał się do Barrasa i przekonał go do dymisji. Przy okazji zachował dla siebie weksel na 3 miliony liwrów przeznaczony na łapówkę dla Barrasa, o którą ten jednak się nie upomniał. Następnego dnia deputowani, których obrady przeniesiono do Saint-Clound, mieli potwierdzić prawomocność zamachu stanu i spiskowcy nie przewidywali większych problemów. Jednak podczas przemówienia Napoleona do Rady Starszych został on zakrzyczany, a w Radzie Pięciuset mimo pomocy przewodniczącego, Lucjana Bonaparte, został wyjęty spod prawa i chciano go zlinczować. Nie pozwolili na to grenadierzy Murata, którzy rozpędzili Radę Pięciuset. Rada Starszych natychmiast uchwaliła dekrety powierzające władzę trzem konsulom. Zostali nimi Napoleon, Sieyes i Roger Ducos.

### Minister Napoleona
Już 21 listopada Talleyrand powrócił na stanowisko ministra spraw zagranicznych. Przekonał Sieyesa i Ducosa, że Napoleon jako Pierwszy Konsul powinien mieć pod swoją opieką ministerstwa policji, spraw zagranicznych, wojny oraz marynarki. Talleyrand zaczął też godzenie nowej Francji ze starą. Napoleon chciał odtworzyć strukturę społeczną zniszczoną przez rewolucje i była mu do tego potrzebna szlachta, a przekonaniem jej do nowego reżimu miał się zająć Talleyrand. Udało mu się nawet zaprosić do Paryża na bal z okazji podpisania traktatu pokojowego w Luneville książęcą parę z Toskanii, przedstawicieli rodziny Burbonów. Specjalnie dla nich Napoleon stworzył we Włoszech Królestwo Etrurii, a Talleyrand kazał przygotować dekoracje imitujące plac przed pałacem Vecchio we Florencji i sprowadził najsłynniejszych włoskich śpiewaków operowych tamtej epoki.
Między Fouché’m i Talleyrandem wybuchł konflikt z powodu małżeństwa Napoleona. Fouché był przeciwny rozwodowi z Józefiną, natomiast Talleyrand wspierany przez matkę i rodzeństwo Napoleona dążyli do takowego. Wynikało to z chęci Talleyranda do stworzenia „czwartej dynastii” we Francji. Skoro nie mogła to był dynastia orleańska (późniejszy król Ludwik Filip po ścięciu ojca nie chciał mieć nic wspólnego z polityką i wyemigrował do Stanów Zjednoczonych), Talleyrand myślał o stworzeniu dynastii Bonapartych. Józefina nie mogła mieć już dzieci, w dodatku nie wywodziła się z żadnego szanowanego rodu, więc była bezużyteczna. Po kilku latach konflikt między ministrami w tej kwestii ewoluuje: Talleyrand będzie wspierał małżeństwo austriackie, a Fouché rosyjskie.
Sprawa sukcesji władzy w oficjalnie nadal republikańskiej Francji była bardzo delikatna. Lucjan Bonaparte popełnił olbrzymie faux pas wydając broszurę „Parallele entre Cesar, Cromwell, Monk et Bonaparte”, w której stwierdził, że trzeba jak najszybciej wprowadzić dziedziczność w rodzinie Bonapartych. Mógł tym doprowadzić do rozruchów i usunięcia Napoleona, jednak szczęśliwie do niczego takiego nie doszło. Na wszelki wypadek został wysłany jako ambasador do Hiszpanii, a Talleyrand mógł spokojnie zająć się przekonywaniem opinii publicznej do racji Napoleona. Po bitwie pod Marengo odbył kilka spotkań z Fouché’m, rozważając jak zabezpieczyć Francję, i oczywiście samych siebie, na wypadek nieszczęśliwej śmierci Napoleona. Dzięki posiadaniu informacji o zwycięstwie francuskim w drugiej bitwie pod Marengo udało mu się też wzbogacić na giełdzie: gdy wszyscy byli przekonani o klęsce we Włoszech, on i jego przyjaciele skupowali akcje podczas paniki i sprzedali je dzień później.
Doszło też do unormowania stosunków z Państwem Kościelnym. Jednak mimo że oficjalnie to Talleyrand prowadził negocjacje przed podpisaniem konkordatu, pozostawił prowadzenie rozmów Bernierowi, a sam ograniczał się do krytykowania propozycji Rzymu. Bez wątpienia osobiste animozje Talleyranda, zwłaszcza to, że Kościół nie zgodził się sekularyzować biskupów, odgrywały w jego postawie znaczną rolę.
W Wigilię Bożego Narodzenia 1800 Napoleon cudem uniknął śmierci, gdy na drodze z Tuileries do opery podłożono bombę. Talleyrand próbował wykorzystać to jako pretekst do pozbycia się Fouché’go, gdyż początkowo o zamach podejrzewano lewicę, z którą był on kojarzony. Udało mu się jednak udowodnić, że spiskowcami byli prawicowcy i zachować posadę. Jednak z powodu strachu o bezpieczeństwo Napoleona Talleyrand wzmógł naciski na kwestię dziedzicznej władzy we Francji. Fouché, który wierny swoim jakobińskim przekonaniom protestował przeciwko temu, został pozbawiony stanowiska ministra, Napoleon postanowił go jednak uczynić senatorem. Kiedy w maju 1802 zwolennicy Napoleona w Trybunale naciskali na uczynienie go dożywotnim Konsulem, Senat pod wpływem Fouché’go zgodził się na 10-letnią kadencję. Talleyrand w odpowiedzi na to zaproponował przeprowadzenie plebiscytu, w którym propozycję uczynienia Napoleona dożywotnim władcą przyjęto zdecydowaną większością głosów.
Talleyrand miał też swój znaczny udział w sprawie morderstwa księcia. By móc wprowadzić władzę dziedziczną we Francji, należało przekonać licznych w Paryżu królobójców, że Napoleon nie stanie się francuskim odpowiednikiem generała Monka i nie doprowadzi do powrotu Burbonów na tron. Należało więc pokazać, że żadne porozumienie między Burbonami a Napoleonem nie będzie możliwe, a Talleyrand postanowił dokonać tego przez swoisty „akt krwi”. Napoleon dowiedział się od Talleyranda o tym, że młody Kondeusz przebywa w Badenii niedaleko francuskiej granicy. Nieszczęśliwie dla księcia szpieg francuski Lamothe napisał do Paryża, że w jego otoczeniu przebywa Dumoriez. W rzeczywistości chodziło o sekretarza księcia d’Enghien, markiza de Thumery, którego nazwisko wymawiało się identycznie, ale ten błąd miał zaważyć na losie księcia.
Napoleon dostał raport o tym 10 marca 1803, wraz z raportem o „spisku Cadoudala” finansowanym przez Anglię. Po Kondeusza wysłane zostało komando dragonów, które uprowadziło go w nocy z 14 na 15 marca i przewiozło do Paryża. Już 20 marca książę d’Enghien został osądzony i skazany na śmierć w procesie bez udziału obrońcy i bez dowodów. Reputacja Francji na arenie międzynarodowej mocno ucierpiała, ale droga do korony dla Napoleona stała otworem. Jedynym państwem które oficjalnie zaprotestowało i zażądało dodatkowych wyjaśnień, była Rosja. Talleyrand nie powstrzymał się przed okrutną złośliwością i na pytanie Petersburga odpisał, że Francja nie zażądała dotąd wyjaśnień dotyczących zabójstwa Pawła I, ale teraz zwraca się o nie do jego następcy cara Aleksandra.
W następnym roku wszystko było gotowe do koronacji. 18 marca 1804 Senat specjalną ustawą mianował Napoleona „Cesarzem Francuzów”. Następnie przeprowadzono referendum, w którym pytano obywateli, czy zgadzają się na to i czy chcą, żeby cesarstwo miało formę dziedziczną. Głosowanie było imienne, wynik brzmiał: 3 572 329 głosów „za” i 2579 „przeciw”. 11 lipca 1804 Talleyrand został Wielkim Szambelanem.
Podczas zjazdu w Erfurcie rozpoczął spiskowanie z Aleksandrem I, wydatnie przyczyniając się do upadku Pierwszego Cesarstwa i restauracji Burbonów. Był negocjatorem zawartego w 1814 roku pierwszego pokoju paryskiego. Podczas kongresu wiedeńskiego w 1815 był rzecznikiem przywrócenia Francji pozycji jednego z głównych mocarstw europejskich. Stał się także aktywnym orędownikiem zasady legitymizmu.

## Restauracja
W 1830 przyczynił się do uzyskania korony przez Ludwika Filipa I. Następnie był ambasadorem w Wielkiej Brytanii (1830-1834).

## Życie prywatne
Za czasów konsulatu, z powodu zgorszenia żon ambasadorów, Napoleon postawił mu ultimatum: albo ożenić się z domowniczką Catherine Grand, albo zostać kardynałem i przestrzegać celibatu. Talleyrand wybrał to pierwsze, żeniąc się 10 września 1802 i pozostając w związku małżeńskim z Catherine Grand-Talleyrand. Mimo to przez wiele lat pozostawał w związku z Dorotheą de Talleyrand-Périgord, księżną Dino, żoną swego bratanka Edmonda de Talleyrand. Od 1807 pozostawał przez niemal 30 lat w związku z bratanicą Stanisława Augusta Marią Teresą z Poniatowskich Tyszkiewiczową (1760-1834), którą zabrał z Warszawy i z którą był wyjątkowo związany uczuciowo – wbrew swemu charakterowi – aż do śmierci. Matka Talleyranda zmarła 6 lipca 1809 w Paryżu.

## Podsumowanie

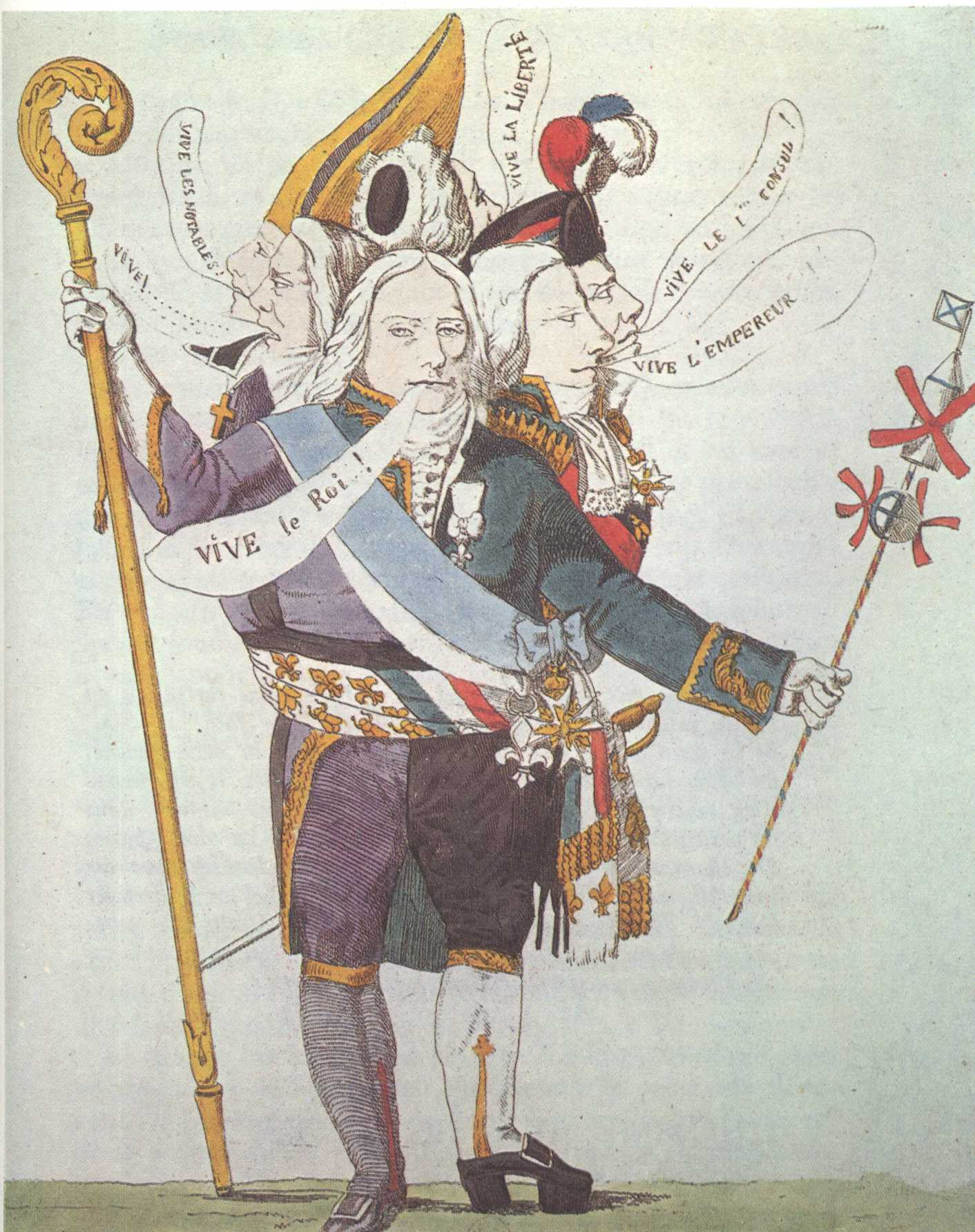
„L’Homme aux six tetes” (Człowiek o sześciu głowach) – Karykatura przedstawiająca Talleyranda z 1815 roku

Do historii przeszedł jako zręczny dyplomata, cyniczny i bezwzględny. Stanowił najdoskonalsze wcielenie typowego dla swej epoki pragmatyka, amoralnego polityka i męża stanu, choć inni widzą w nim żarliwego patriotę niezmiennie walczącego o francuską rację stanu, mimo zmieniających się okoliczności.
W obiegowej opinii Francuzów stał się symbolem wiarołomstwa i politycznego cwaniactwa. Jego zachowanie było krytykowane przez wielu wybitnych ludzi kultury i sztuki (m.in. Victora Hugo, Stendhala, Balzaka). Mimo to jest ceniony ze względu na swoje niewątpliwe osiągnięcia dla dobra kraju, np. w czasie kongresu wiedeńskiego.
W filmie Napoleon z 2002 roku jego postać odtworzył John Malkovich.

## Odznaczenia
- Krzyż Wielki Orderu Legii Honorowej (Francja)[7]
- Krzyż Wielki Orderu Świętego Stefana (Węgry)[7]
- Krzyż Wielki Orderu Leopolda (Austria)[7]
- Krzyż Wielki Orderu Korony (Wirtembergia)[7]
- Order Świętego Huberta (Bawaria)[7]
- Order Korony Rucianej (Saksonia)[7]
- Order Orła Czarnego (Prusy)[7]
- Order Złotego Runa (Hiszpania)[7]
- Order Lwa i Słońca (Persja)[7]
- Order Słonia (1815, Dania)[7]